# فيل هيستر
فيل هيستر (بالإنجليزية: Phil Hester)‏ هو كاتب أمريكي، ولد في 1966 في آيوا في الولايات المتحدة.

## وصلات خارجية
- الموقع الرسمي